# Грант (окръг, Вашингтон)
Вижте пояснителната страница за други населени места с името Грант.
Окръг Грант (на английски: Grant County) е окръг в щата Вашингтон, Съединени американски щати. Площта му е 7229 km², а населението – 95 158 души (2017). Административен център е град Ифрейта.

## Градове
- Гланд Кули
- Илектрик Сити
- Кули Сити
- Матауа
- Соуп Лейк
- Уилсън Крийк
- Уордън
- Хартлайн